# Albert White (simhoppare)
Albert Cosad "Al" White, född 14 maj 1895 i Oakland i Kalifornien, död 8 juli 1982 i Richmond i Kalifornien, var en amerikansk simhoppare.
White blev olympisk guldmedaljör i höga hopp vid sommarspelen 1924 i Paris.